# Rhynchocinetidae
Rhynchocinetidae is een familie van kreeftachtigen uit de klasse van de Malacostraca (hogere kreeftachtigen).

## Geslachten
- Cinetorhynchus Holthuis, 1995
- Rhynchocinetes H. Milne Edwards, 1837